# Баккер, Ситсе
Ситсе Баккер — голландский антрепренёр, писатель и руководитель телевизионных мероприятий Европейского вещательного союза (EBU).

## Биография
Баккер начал свою карьеру в возрасте 18 лет, став основателем и главным редактором Esctoday.com — независимого интернет-сайта, посвященному конкурсу Евровидение. В возрасте 22 лет он был нанят EBU в качестве менеджера новых медиа. Два года спустя он был назначен на должность менеджера по связям с общественностью Евровидения и Детского Евровидения.
1 января 2011 года Баккер был назначен исполнительным супервайзером конкурса Детское Евровидение, заменив на этом посту Сванте Стокселиуса. Также он занимает должность супервайзера конкурса Евровидение.
Баккер создал голландскую компанию Wow!works, организующую корпоративные и массовые мероприятия. В 2009 году он был выбран одним из 25 самых успешных молодых предпринимателей в Нидерландах. В 2010 году он занял второе место в конкурсе «Communications Talent of the Year» в Нидерландах.
В июне 2011 года Баккер опубликовал книгу на голландском языке «Жизнь в стиле Wow!» (How To Live Wow!?).